# 奥比纳·艾克奇
奥比纳·拉尔夫·艾克奇（英語：Obinna Ralph Ekezie，1975年8月22日—），尼日利亚职业篮球运动员，曾效力于美国NBA联盟。他在1999年的NBA选秀中第2轮第37顺位被温哥华灰熊选中。
Obinna 是父親的心的意思，他是19世紀伊博族戰士和商人 Duruike Akubugali 的後裔。奥比纳·艾克奇除了曾在NBA打過五年求以外，也曾經加入過塞爾維亞及義大利的球隊。